# Wapen van Schoonebeek

Wapen van Schoonebeek

Het wapen van Schoonebeek bestaat uit een ontwerp van G.A. Bontekoe van de voormalige gemeente Schoonebeek. De beschrijving luidt: 
"Gedeeld : I in goud een adelaar van keel II in zilver een golvende dwarsbalk van azuur. Het schild gedekt door een gouden kroon van drie bladeren en twee parels."

## Geschiedenis
De gemeente Schoonebeek is in 1884 afgesplitst van Dalen. Op 3 juli 1930 werd het wapen bij Koninklijk Besluit aan de gemeente verleend.
Burgemeester Obbe Norbruis had een geheel ander wapen bedacht. Er moesten symbolen in van de landbouw, veeteelt, veenbedrijf en boven alles het Schoonebeker Diep, die voor Schoonebeek dezelfde betekenis had als de Nijl voor Egypte. Daarnaast had hij boerinnen in gedachten als schildhouder. Het wapen werd afgekeurd. De adviseur van de minister kwam met een voorstel van het gedeelde schild. Overhaast ging de gemeente akkoord, want zij hadden tijdens de aanvraagprocedure een gebrandschilderd raam besteld. Aan de rechterkant (voor de toeschouwer links) de adelaar van de heerlijkheid Coevorden, waartoe Schoonebeek als onderdeel van Dalen behoorde, aan de linkerhelft een golvende dwarsbalk als symbool voor het Schoonebeker Diep. Een suggestie om in het wapen een herinnering op te nemen aan het voormalige klooster Maria á Campis bleef bij een voorstel.
In 1998 werd de gemeente opgeheven en toegevoegd aan de gemeente Emmen. Er werden geen elementen van Schoonebeek overgenomen in het wapen van Emmen.

## Verwant wapen
Onderstaand wapen is historisch verwant aan het wapen van Schoonebeek:

Het wapen van Dalen met de rode adelaar van Coevorden